# Elmhama
Elmhama (łac. Dioecesis Helmamensis, ang. Diocese of Elmham) – stolica historycznej diecezji w Anglii, erygowanej w roku 673, a zlikwidowanej w roku 1075. Współcześnie miejscowość North Elmham w hrabstwie Norfolk. Obecnie katolickie biskupstwo tytularne.

## Biskupi tytularni
| Lp. | Biskup               | Funkcja                                         | Od               | Do               |
| --- | -------------------- | ----------------------------------------------- | ---------------- | ---------------- |
| 1   | Alan Charles Clark   | biskup pomocniczy Northampton (Wielka Brytania) | 31 marca 1969    | 26 kwietnia 1976 |
| 2   | Patrick Leo McCartie | biskup pomocniczy Birmingham (Wielka Brytania)  | 13 kwietnia 1977 | 20 lutego 1990   |
| 3   | Eamonn Walsh         | biskup pomocniczy Dublina (Irlandia)            | 7 marca 1990     |                  |